# Operário Atlético Clube
O Operário Atlético Clube, anteriormente denominado de Operário Esporte Clube, é um clube de futebol sediado em Dourados, no estado de Mato Grosso do Sul. Fundado em 1.º de maio de 1952, conquistou os títulos da segunda divisão estadual em 2017 e 2022.

## História
O Operário foi fundado em 1.º de maio de 1952, na cidade de Dourados, Mato Grosso do Sul. Em toda a sua história, passou por vários períodos de inatividade. Em 1991, retornou ao futebol profissional e disputou a primeira divisão estadual de 1994 a 1996 e 1998 a 2002.
Em 2009, licenciou-se do futebol profissional e retornou oito anos depois, em 2017, vencendo a segunda divisão estadual. Em 2021, fundiu-se com a Liga Esportiva Caarapoense e mudou-se para a cidade de Caarapó. No ano seguinte, conquistou o bicampeonato da segunda divisão. Em 2025, o clube retornou a Dourados.

## Títulos
- Campeonato Sul-Mato-Grossense - Série B: 2017[5] e 2022[6]